# Shelterin

## Definizione
Shelterin è un complesso di sei proteine, associato alle estremità dei cromosomi umani, che salvaguarda l'integrità dei telomeri, influenzandone struttura e lunghezza.

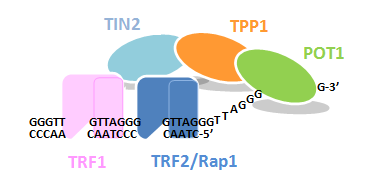
Assemblaggio del complesso Shelterin sul DNA telomerico

Tre componenti di questo complesso, TRF1, TRF2 e POT1 riconoscono in maniera specifica la sequenza TTAGGG, interagendo fra loro grazie alla mediazione di altre tre subunità TIN2, TPP1 e Rap1. Oltre al complesso Shelterin, vi sono molte altre proteine associate ai telomeri, tuttavia, a differenza di queste ultime, le proteine Shelterin si ritrovano solo a livello dei telomeri, rimanendo associate ad essi durante tutto il ciclo cellulare. 
Complessi di simile funzione sono stati identificati anche in altri Eucarioti, ad esempio Rap1 è presente nei funghi, TRF1/2 in lieviti e tripanosomi.

## Funzione
Le proteine Shelterin sono coinvolte nel mantenimento dei telomeri, influenzando la formazione del t-loop e regolando l'attività telomerasica.
Il DNA telomerico presenta un filamento, ricco in G, più lungo rispetto al complementare, indicato come filamento 3' sporgente. Nei mammiferi quest'ultimo si avvolge all'indietro su se stesso e invade una regione di DNA a doppio filamento, assumendo una conformazione nota come t-loop.
Esperimenti in vitro dimostrano la capacità di TRF2 di formare anse, a partire da un substrato telomerico artificiale; allo stesso modo TRF1 e TIN2 sono in grado di rimodellare le estremità cromosomiche. 
Il complesso proteico agisce anche come regolatore della lunghezza dei telomeri, impedendo alla telomerasi di accedere al filamento 3' sporgente. 

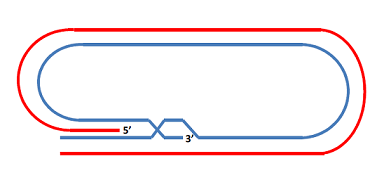
T-loop

Il modello proposto prevede che la quantità di proteine associate ai telomeri sia proporzionale alla lunghezza degli stessi, rendendoli inaccessibili all'enzima telomerasi.